# Felipe Rosas
Felipe Rosas Sánchez (* 5. Februar 1907 in Mexiko-Stadt; † 17. Juni 1986 ebenda) war ein mexikanischer Fußballspieler.
Felipe Rosas, der den Spitznamen El Diente (der Zahn) trug, spielte von 1925 bis 1939 zumeist als rechter Läufer für CF Atlante. Lediglich 1934 gab er ein kurzes Gastspiel bei Real Club España. 1931 wurde er gemeinsam mit seinem Bruder Manuel mexikanischer Meister. 
Für die mexikanische Nationalmannschaft spielte Rosas zwischen 1930 und 1935 elfmal (3 Tore). Er nahm mit der Mannschaft an der WM 1930 teil und absolvierte beim Vorrundenaus seiner Mexikaner alle drei Partien. Nach dem Turniersieg bei den Zentralamerikaspielen 1935 trat Rosas aus der Nationalmannschaft zurück.